# Luka Lovre Klarica
Luka Lovre Klarica (Zadar, 25. rujna 2001.), hrvatski rukometaš.

## Klupska karijera
U mladim danima počeo je igrati za RK Zadar. 1,98 m visoki desni bek potpisao je za drugu momčad hrvatskog prvaka RK Zagreba 2018. godine i posuđen je RK Gorici. U kolovozu i rujnu 2020. ponovno je kratko igrao za RK Goricu, primjerice u EHF Europskoj ligi 2020/21. Od tada je ponovno pod ugovorom u Zagrebu. S momčadi glavnog grada osvojio je Prvu hrvatsku ligu i Kup Hrvatske 2021., 2022. i 2023. godine.

## Reprezentacija
Luka Lovre Klarica je za hrvatsku reprezentaciju prije Europskog prvenstva 2024. odigrao devet međunarodnih utakmica u kojima je postigao 14 golova. Bio je član hrvatske reprezentacije koja je osvojila srebro na Svjetskom prvenstvu u Hrvatskoj, Danskoj i Norveškoj 2025.